# Cuscuta glomerata
Cuscuta glomerata là một loài thực vật có hoa trong họ Bìm bìm. Loài này được Choisy mô tả khoa học đầu tiên năm 1841.

## Hình ảnh

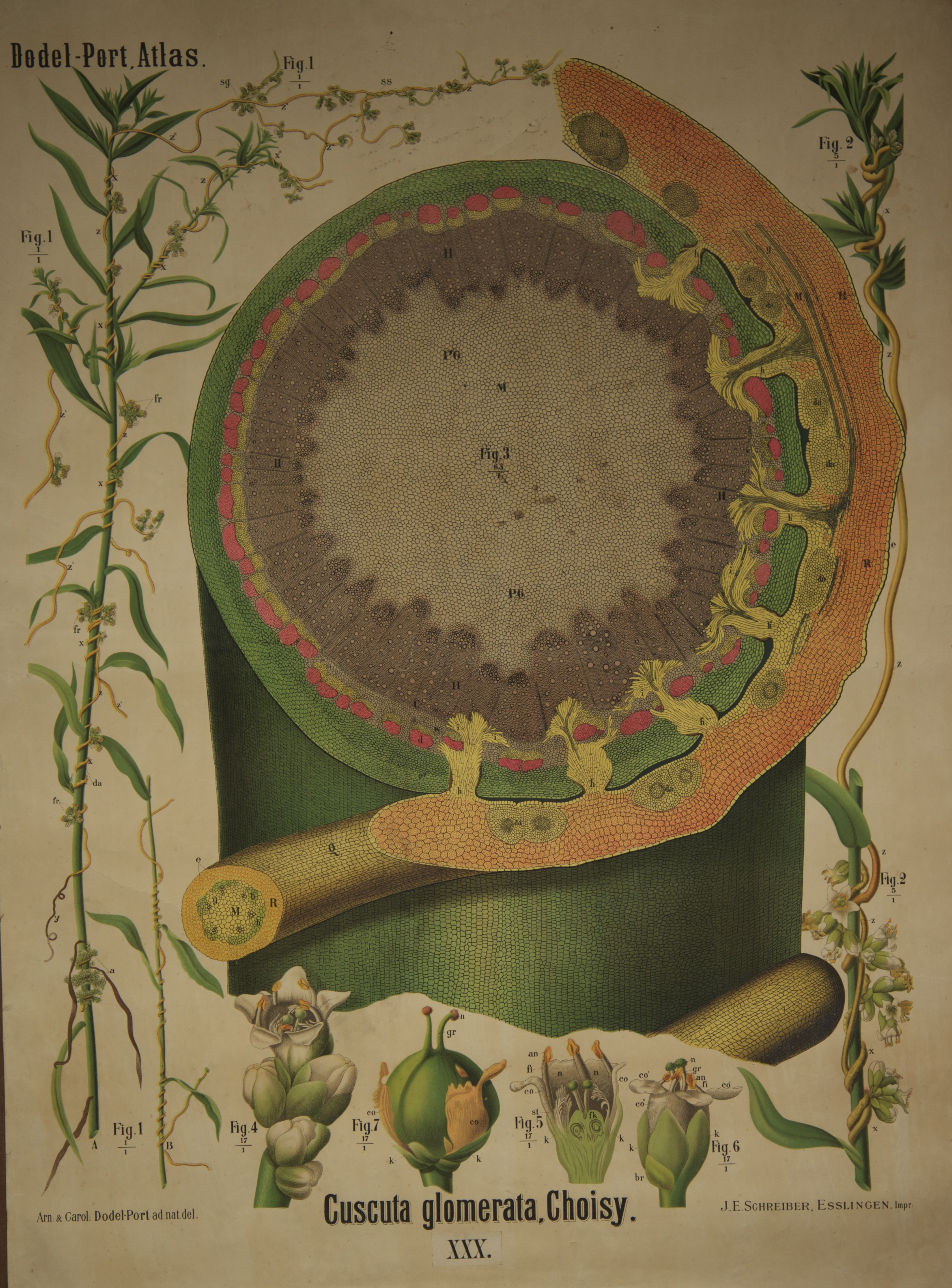